# Norridgewock (Maine)
Norridgewock ist eine Town im Somerset County des Bundesstaates Maine in den Vereinigten Staaten. Im Jahr 2020 lebten dort 3278 Einwohner in 1530 Haushalten auf einer Fläche von 132,63 km². Norridgewock war einst der Sitz des Sagamore der Östlichen Abenaki; der Name stammt aus der Sprache der Abenaki und bedeutet ruhiges Gewässer.

## Geographie
Nach dem United States Census Bureau hat Norridgewock eine Gesamtfläche von 132,63 km², von der 129,37 km² Land sind und 3,26 km² aus Gewässern bestehen.

### Geographische Lage
Norridgewock liegt im Südwesten des Somerset Countys, an einem Bogen des Kennebec Rivers. Im Zentrum von Norridgewock mündet der Mill Stream in den Kennebec River. Das Gebiet der Town wird im Nordwesten durch den Sandy River begrenzt. Die Oberfläche ist leicht hügelig, der 182 m hohe Dodling Hill ist die höchste Erhebung.

### Nachbargemeinden
Alle Entfernungen sind als Luftlinien zwischen den offiziellen Koordinaten der Orte aus der Volkszählung 2010 angegeben.
- Norden: Madison, 10,6 km
- Osten: Skowhegan, 11,9 km
- Südosten: Fairfield, 15,4 km
- Süden: Smithfield, 10,2 km
- Südwesten: Mercer, 12,0 km
- Westen: Starks, 10,6 km

### Stadtgliederung
In Norridgewock gibt es mehrere Siedlungsgebiete: Norridgewock, North Norridgewock, Oak Hill, Oosoola, Powers, Sandy River und South Norridgewock.

### Klima
Die mittlere Durchschnittstemperatur in Norridgewock liegt zwischen −9,4 °C (15 °F) im Januar und 20,0 °C (68 °F) im Juli. Damit ist der Ort gegenüber dem langjährigen Mittel der USA um etwa 9 Grad kühler. Die Schneefälle zwischen Oktober und Mai liegen mit bis zu zweieinhalb Metern mehr als doppelt so hoch wie die mittlere Schneehöhe in den USA; die tägliche Sonnenscheindauer liegt am unteren Rand des Wertespektrums der USA.

## Geschichte
Um 1610 errichteten französische Jesuiten eine Missionsstation in dem Abenakidorf Norridgewock. Hier residierten die Sagamore der Kennebec oder Norridgewock, einem Stamm der Östlichen Abenaki. Unter der Führung ihres Ober-Sagamore Bashabes bildeten die Kennebec zu Beginn des 17. Jahrhunderts eine machtvolle Allianz mit den Penobscot und anderen Östlichen Abenaki und bedrohten ihre Feinde, die Micmac auf der anderen Seite der Bucht. Die Feindschaft bestand schon seit langer Zeit, wurde aber durch die Konkurrenz beim Pelzhandel mit den Franzosen verschärft.
Der bekannteste der französischen Missionare war Pater Sébastien Rasles, der 1687 nach Norridgewock versetzt wurde. Er errichtete eine kleine, schmucke Kapelle und lebte in einer Hütte mitten unter den gefürchteten Abenaki. Er übte großen Einfluss auf die Indianer aus, die ihn als mildtätigen Menschen und großartigen Prediger schätzten. Männer wie Sébastien Rasles wurden zentrale Figuren in der Abenaki-Geschichte. Schon bald bekamen die Abenaki bei den Briten den Ruf, die frömmsten Katholiken zu sein und zu den treuesten indianischen Freunden Neufrankreichs zu gehören.
Nach dem ersten Indianerkrieg, dem King Philip’s War, führten die britischen Kolonisten alle Überfälle dieses Stammes auf ihre Siedlungen auf den Einfluss Pater Rasles zurück. Er fungierte als Berater der Indianer bei Verhandlungen mit den Briten, die sich sogar manchmal übervorteilt fühlten. Die Kolonisten versuchten wiederholt erfolglos, Rasles in Norridgewock gefangen zu nehmen. Im Jahr 1723 erbeuteten sie bei einem erneuten Versuch eine Kassette, in der sich Rasles Manuskript des Abenaki-Französischen Wörterbuchs befand. Das Wörterbuch und andere Dokumente aus dieser Zeit werden heute in der Bibliothek der Harvard University aufbewahrt.
Das Dorf der Abenaki befand sich rund 5 km oberhalb der heutigen Norridgewock-Brücke an der Einmündung des Sandy Rivers in den Kennebec River. Die Rindenhütten der Indianer standen in zwei parallelen Reihen in Nord-Süd-Richtung. Zwischen den Hütten verlief eine etwa 60 m breite Straße. Am nördlichen Ende stand die Kirche, während sich am entgegengesetzten Ende die Kapelle der Jungfrau Maria befand, die an Werktagen genutzt wurde.
208 Soldaten in 17 Walbooten fuhren im August 1724 den Kennebec River hinauf und landeten an der Einmündung des Sebasticook Rivers. Von hier aus marschierten sie unbeobachtet nach Norridgewock, das sie am 24. August erreichten. Das folgende Gefecht war kurz und blutig. 30 Krieger wurden getötet und 14 verwundet, die übrigen ergriffen mit ihren Familien die Flucht. Auch Pater Rasles fand den Tod und sein Leichnam wurde skalpiert und verstümmelt. Schließlich wurden die Kirche und die Hütten in Brand gesetzt. Die Abenaki zogen nach Wôlinak in Kanada und kehrten nicht mehr zurück.
Norridgewock war weit entfernt von anderen Orten in Neuengland und die Region wurde innerhalb der nächsten 50 Jahre nicht nennenswert besiedelt. Im Oktober 1775 durchquerte General Benedict Arnold mit seiner Armee das Gebiet im Amerikanischen Unabhängigkeitskrieg auf seinem Weg nach Québec. Erst im Juni 1788 gab es genügend Bewohner, um eine Stadt zu gründen. Nach der Bildung des Somerset Countys im Jahr 1809 wurde Norridgewock County Seat und verlor diesen Status erst 1871 an Skowhegan. 1849 entstand die hölzerne, überdachte Brücke über den Kennebec River. Sie ist rund 200 Meter lang und kostete damals 11.000 Dollar. Im Jahr 1929 wurde sie erneuert. Von 1894 bis 1903 verkehrte die Straßenbahn Skowhegan–Norridgewock, die den Ort mit der Kreisstadt verband.

### Einwohnerentwicklung
| Volkszählungsergebnisse – Town of Norridgewock, Maine | Volkszählungsergebnisse – Town of Norridgewock, Maine | Volkszählungsergebnisse – Town of Norridgewock, Maine | Volkszählungsergebnisse – Town of Norridgewock, Maine | Volkszählungsergebnisse – Town of Norridgewock, Maine | Volkszählungsergebnisse – Town of Norridgewock, Maine | Volkszählungsergebnisse – Town of Norridgewock, Maine | Volkszählungsergebnisse – Town of Norridgewock, Maine | Volkszählungsergebnisse – Town of Norridgewock, Maine | Volkszählungsergebnisse – Town of Norridgewock, Maine | Volkszählungsergebnisse – Town of Norridgewock, Maine |
| Jahr                                                  | 1700                                                  | 1710                                                  | 1720                                                  | 1730                                                  | 1740                                                  | 1750                                                  | 1760                                                  | 1770                                                  | 1780                                                  | 1790                                                  |
| ----------------------------------------------------- | ----------------------------------------------------- | ----------------------------------------------------- | ----------------------------------------------------- | ----------------------------------------------------- | ----------------------------------------------------- | ----------------------------------------------------- | ----------------------------------------------------- | ----------------------------------------------------- | ----------------------------------------------------- | ----------------------------------------------------- |
| Einwohner                                             |                                                       |                                                       |                                                       |                                                       |                                                       |                                                       |                                                       |                                                       |                                                       | 333                                                   |
| Jahr                                                  | 1800                                                  | 1810                                                  | 1820                                                  | 1830                                                  | 1840                                                  | 1850                                                  | 1860                                                  | 1870                                                  | 1880                                                  | 1890                                                  |
| Einwohner                                             | 633                                                   | 880                                                   | 1454                                                  | 1710                                                  | 1865                                                  | 1848                                                  | 714                                                   | 1756                                                  | 1491                                                  | 1656                                                  |
| Jahr                                                  | 1900                                                  | 1910                                                  | 1920                                                  | 1930                                                  | 1940                                                  | 1950                                                  | 1960                                                  | 1970                                                  | 1980                                                  | 1990                                                  |
| Einwohner                                             | 1495                                                  | 1608                                                  | 1532                                                  | 1481                                                  | 1511                                                  | 1784                                                  | 1634                                                  | 1964                                                  | 2552                                                  | 3105                                                  |
| Jahr                                                  | 2000                                                  | 2010                                                  | 2020                                                  | 2030                                                  | 2040                                                  | 2050                                                  | 2060                                                  | 2070                                                  | 2080                                                  | 2090                                                  |
| Einwohner                                             | 3294                                                  | 3367                                                  | 3278                                                  |                                                       |                                                       |                                                       |                                                       |                                                       |                                                       |                                                       |

## Kultur und Sehenswürdigkeiten

### Bauwerke
In Norridgewock wurden mehrere Bauwerke und ein Archäologischer District unter Denkmalschutz gestellt und ins National Register of Historic Places aufgenommen.
- Norridgewock Archeological District, 1993 unter der Register-Nr. 93000606.[10]
- C. F. Douglas House, 1978 unter der Register-Nr. 78000200.[11]
- Eaton School, 1988 unter der Register-Nr. 88000884.[12]
- Sophie May House, 1976 unter der Register-Nr. 76000114.[13]
- Norridgewock Female Academy, 1996 unter der Register-Nr. 96000244.[14]
- Norridgewock Free Public Library, 1982 unter der Register-Nr. 82000780.[15]
- Spaulding House, 1978 unter der Register-Nr. 78000201.[16]

## Wirtschaft und Infrastruktur

### Verkehr
Durch Norridgewock verläuft der U.S. Highway 2, der vom U.S. Highway 201A gekreuzt wird. Ab dieser Stelle führen die Maine State Route 8 und Maine State Route 139 in südliche Richtungen.

### Öffentliche Einrichtungen
Es gibt keine Krankenhäuser oder medizinischen Einrichtungen in Norridgewock. Die nächstgelegenen befinden sich in Skowhegan, Madison und Waterville.
Die Norridgewock Public Library befindet sich in der Mercer Road.

### Bildung
Norridgewock gehört mit Canaan, Cornville, Mercer, Skowhegan und Smithfield zum RSU #54/MSAD #54 School District.
Im Schulbezirk werden mehrere Schulen angeboten:
- North Elementary School in Skowhegan, Pre-Kindergarten und Kindergarten
- Canaan Elementary School in Canaan, mit Schulklassen von Pre-Kindergarten bis 8. Schuljahr
- Mill Stream Elementary School in Norridgewock, mit Schulklassen von Pre-Kindergarten bis 6. Schuljahr
- Bloomfield Elementary School in Skowhegan, mit den Schulklassen 1 bis 3
- Margaret Chase Smith School in Skowhegan, mit den Schulklassen 4 bis 5
- Marti Stevens Learning Center in Skowhegan
- Skowhegan Area Middle School in Skowhegan, mit den Schulklassen 6 bis 8
- Skowhegan Area High School in Skowhegan, mit den Schulklassen 9 bis 12

Alle über die Grundbildung hinausgehenden Bildungseinrichtungen sind in umliegenden Gemeinden untergebracht. So liegt zum Beispiel das nächste College in Fairfield.

## Persönlichkeiten

### Söhne und Töchter der Stadt
- Cullen Sawtelle (1805–1887), Politiker
- Volney Howard (1809–1889), Politiker
- Stephen Lindsey (1828–1884), Politiker
- Rebecca Sophia Clarke (1833–1906), Schriftstellerin
- Minot Judson Savage (1841–1918), Schriftsteller und Theologe

### Persönlichkeiten, die vor Ort gewirkt haben
- Sébastien Rasles (1657–1724), Missionar, lebte bei den Östlichen Abenaki
- John S. Abbott (1807–1881),  Maine Attorney General, sein Haus beherbergt die Norridgewock Free Public Library